# غونجيك (غويجة بل)
غونجيك (بالفارسية: گونجیک) هي منطقة سكنية تقع في إيران في قسم غويجة بل الریفي. يقدر عدد سكانها بـ 751 نسمة .